# Refugio 17 de Agosto
El refugio 17 de Agosto es un refugio antártico de Argentina ubicado en el noreste de la isla Millerand, bahía Margarita, en la costa Fallières. Es operado por el Ejército Argentino y se inauguró el 17 de agosto de 1957. Depende de la base San Martín, que se halla a cinco kilómetros al este.
A principios de la década de 1960 consistía de una construcción de madera de 2,8 m x 3 m x 2,5 m.
El refugio consta de un edificio que se utiliza durante distintas misiones llevadas a cabo en la zona. En el interior hay dos camas y se almacenan suministros de alimentos y combustible.
Posee capacidad para cuatro personas, víveres para 15 días, combustible, gas y botiquín de primeros auxilios.

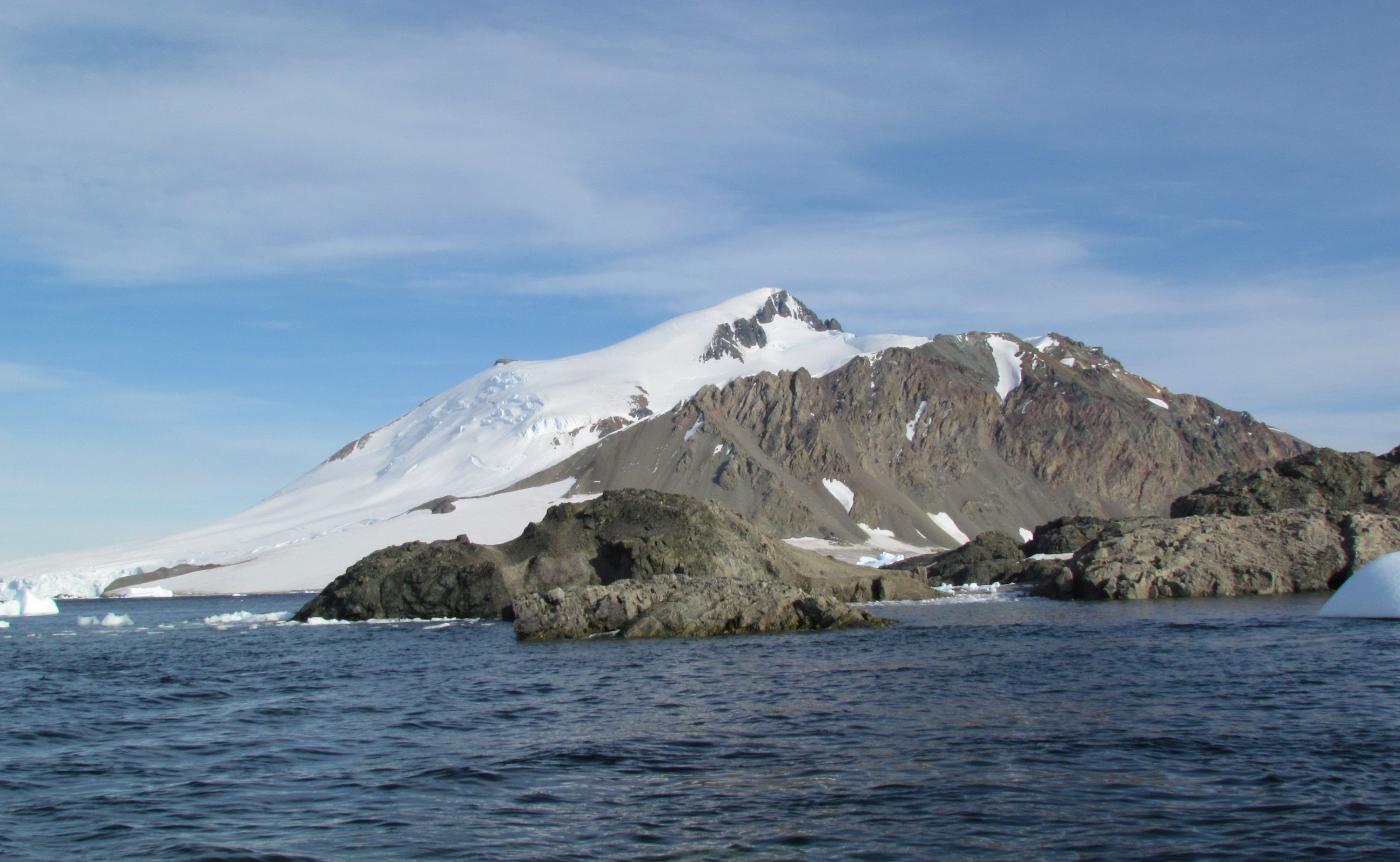
Vista de la isla Millerand.